# Roberto Diso
Roberto Diso (Roma, 16 aprile 1932) è un fumettista italiano.

## Biografia
Dopo il liceo artistico, frequenta la facoltà di architettura, ma l'abbandona ben presto per dedicarsi alla produzione attiva.
Inizia la carriera di fumettista nel 1954 sulle pagine de Il Vittorioso, per poi avviare una collaborazione con la Fleetway in Inghilterra e con le Editions Aventures et Voyages in Francia. Successivamente lavora per il mercato tedesco in collaborazione con lo studio di Alberto Giolitti e nel 1965 disegna alcuni episodi di Goldrake, un fumetto per adulti.
Il grande salto avviene nel 1974, quando Sergio Bonelli gli commissiona i disegni di due episodi della Collana Rodeo e poi lo inserisce nello staff di Mister No, serie di cui Diso diventa il disegnatore principale e per cui realizza tutte le copertine a partire dal numero 116. Pur proseguendo la collaborazione con Bonelli, l'artista romano lavora anche per L'Eternauta, scrivendo e disegnando Rodo, personaggio originariamente apparso sulla rivista Giungla! (1985) e disegnando, su testi di Alfredo Castelli, un episodio di Zona X presenta. Per Comic Art, invece, disegna Rudy X, scritto da Rinaldo Traini.
Nel 2003 esordisce sulle pagine di Tex disegnando il Maxi di quell'anno. 
Alla chiusura di Mister No (2006), prosegue la sua collaborazione con la Sergio Bonelli Editore sia con Tex che con Volto Nascosto.
| Controllo di autorità | VIAF (EN) 84597079 · ISNI (EN) 0000 0001 1951 9978 · BNE (ES) XX1016613 (data) · BNF (FR) cb16513561c (data) |